# حجرة صهارية

11 – الحجرة الصهارية

الحجرة الصهارية عبارة عن حوض ضخم من الصخور السائلة يقع أسفل سطح الأرض. وتكون الصخور المنصهرة في هذه الحجرات تحت ضغط مرتفع، وإن أعطي الوقت الكافي، فإن هذا الضغط العالي تدريجياً بإمكانه إحداث تشققات في الصخور المحيطة مكوناً منافذ للصهارة يتيح خروجها منها. وحالما تجد الصهارة طريقها للسطح، فإن النتيجة تكون ثوراناً بركانياً؛ وهذا ما يجعل أغلب البراكين تقع في فوق الحجر الصهارية.
من الصعب اكتشاف مواقع الحجرات الصهارية، لهذا فإن أكثر الحجرات المعروفة تقع بمقربة من سطح الأرض، ما بين 1 كم و10كم تحت سطح الأرض. هذا العمق بالنسبة للمفاهيم الجيولوجية تعتبر قريبة من الأرض، وإن كانت عميقة جداً بالنسبة للمفاهيم البشرية.